# Helen Kilpatrick
Helen Kilpatrick, née le 9 octobre 1958 sur l'île de Guernesey, est une femme politique britannique, gouverneur des îles Caïmans de septembre 2013 à mars 2018.